# Малиновка (Сосновский район, Челябинская область)
Малиновка — деревня в составе Кременкульского сельского поселения Сосновского района Челябинской области.
Расположена в 7 км от западной границы областного центра города Челябинска.
Территория имеет форму треугольника, ограничена с запада охранной зоной магистрального газопровода Бухара — Урал, с востока высоковольтной ЛЭП, с севера черта населенного пункта проведена по границам существующих землеотводов. Восточная граница территории находится на расстоянии 700—1500 м от западного берега Шершневского водохранилища.
Климат резко континентальный, характеризуется продолжительной зимой с сильными морозами, жарким и сухим летом, а также резкими колебаниями температуры. Абсолютный минимум температуры воздуха −48° С, максимум +40° С.
В 2007 году, по распоряжению главы Сосновского муниципального района, компаниями «Западный Берег Девелопмент», «Террастрой» и АПБ «Генплан» разработан генплан населенного пункта Малиновка. Согласно исследованию, Малиновка — идеальный вариант для только зарождающегося в Челябинске тренда — строительство загородных поселков. Обусловлено это хорошей транспортной доступностью из г. Челябинска, благоприятной экологической обстановкой, эстетической привлекательностью, благоприятной геологической обстановкой.
Сейчас на территории населенного пункта активно строятся и заселяются загородные поселки Малинки Вилладж, Лесной остров и другие. В настоящее время в деревне Малиновка расположены 93 дома общей площадью 7650 м2, население составляет 457 человек.